# 오라정
오라정(일본어: 邑楽町 오라마치[*])은 일본 군마현 남동부에 있는 오라군의 정이다.

## 인접하는 지자체
- 군마현
  - 오타시
  - 다테바야시시
  - 오라군 오이즈미정, 지요다정, 메이와정

- 도치기현
  - 아시카가시

## 역사
- 1889년 4월 1일 - 시정촌제가 시행되어 오라군 나카노촌, 다카시마촌, 나가에촌이 성립하였다.
- 1955년 3월 1일 - 나카노촌과 다카시마촌이 합병해 오라군 나카시마촌이 신설되었다. 나가에촌과 도미나가촌, 에이라쿠촌이 합병해 오라군 지요다촌이 신설되었다.
- 1956년 9월 30일 - 경계 변경으로 지요다촌의 구 나가라촌 지역을 나카시마촌에 편입하였다.
- 1957년 1월 1일 - 나카시마촌이 오라촌으로 개칭하였다.
- 1968년 4월 1일 - 정으로 승격해 오라정이 성립하였다.

## 인구
| 연도 | 인구   | ±%     |
| ---- | ------ | ------ |
| 1960 | 15,159 | —      |
| 1970 | 15,030 | −0.9%  |
| 1980 | 21,869 | +45.5% |
| 1990 | 26,380 | +20.6% |
| 2000 | 27,512 | +4.3%  |
| 2010 | 27,028 | −1.8%  |

## 교통

### 철도
- 도부 철도 고이즈미선

### 도로
- 국도 122호선
- 국도 354호선(일본어판)